# Bara, Syria
Bara hay al-Bara (tiếng Ả Rập: بارة) là một trong những " Thành phố chết " trước đây ở phía tây bắc Syria. Nó nằm trong núi Zawiya khoảng 65 kilômét (40 mi)  phía bắc từ Hama và khoảng. 80   km về phía tây nam từ Aleppo. Al-Bara cũng là thị trấn thuộc quận Ariha. Theo Cục Thống kê Trung ương Syria (CBS), al-Bara có dân số 10.353 trong cuộc điều tra dân số năm 2004.
Khu định cư được thành lập vào thế kỷ thứ tư tại một tuyến giao thương quan trọng giữa Antioch và Apamea. Do vị trí tốt và điều kiện tuyệt vời để sản xuất rượu vang và dầu ô liu, nó đã phát triển mạnh trong thế kỷ 5 và 6. Khi người Hồi giáo chinh phục khu vực và các tuyến giao dịch bị phá vỡ và các Thành phố chết khác bị bỏ hoang, Bara vẫn có người ở, hầu hết cư dân vẫn là Kitô hữu, và thị trấn thậm chí còn trở thành trụ sở của một giám mục Antioch dưới thời Peter of Narbonne.
Năm 1098, nó bị chinh phục bởi quân thập tự chinh (từ đó sau đó họ lên đường đến vụ thảm sát ăn thịt người khét tiếng ở Ma`arat al-Numan) do Raymond de Saint-Gilles lãnh đạo. Thị trấn đã được Ridwan chiếm vào năm 1104 và được Tancred chiếm lại một năm sau đó. Năm 1123, thị trấn đã được Belek Ghazi chiếm lại, người đã xây dựng một pháo đài nhỏ. Sau đó vào thế kỷ thứ 12, sau một trận động đất nghiêm trọng, thị trấn đã bị bỏ hoang.
Sau đó, vào đầu thế kỷ 20, một ngôi làng hiện đại cùng tên đã phát sinh gần địa điểm của thị trấn cổ và cho đến ngày nay nó đã phát triển đến kích cỡ của một thị trấn nhỏ.
Tàn tích rộng lớn nhất trong tất cả các Thành phố Chết và nằm rải rác giữa các cánh đồng, vườn ô liu và vườn cây ăn quả. Trong số nhiều người khác, người ta có thể phân biệt hài cốt của ít nhất năm nhà thờ, ba tu viện, một số biệt thự, hai ngôi mộ kim tự tháp và một ngôi mộ dưới lòng đất.